# Speyeria beani
Speyeria beani är en fjärilsart som beskrevs av Barnes och Benjamin 1926. Speyeria beani ingår i släktet Speyeria och familjen praktfjärilar. Inga underarter finns listade i Catalogue of Life.